# 六絲叉尾鯰
六絲叉尾鯰，為輻鰭魚綱鯰形目鯰科的其中一種，為溫帶淡水魚，分布於亞洲中國淡水流域，體長可達16公分，棲息在底層水域，生活習性不明。